# Hovaesia
Hovaesia is een geslacht van vlinders uit de familie wespvlinders (Sesiidae), onderfamilie Sesiinae.
Hovaesia is voor het eerst wetenschappelijk beschreven door Le Cerf in 1957. De typesoort is Sesia donckieri.

## Soort
Hovaesia omvat de volgende soort:
- Hovaesia donckieri (Le Cerf, 1912)